# Marilyn Monroe
Marilyn Monroe (/ˈmærəlɪn mʌnˈroʊ/; tên khai sinh Norma Jeane Mortenson; 1 tháng 6 năm 1926 – 4 tháng 8 năm 1962) là một nữ diễn viên, người mẫu và ca sĩ người Mỹ. Nổi tiếng với hình tượng "bom gợi cảm tóc vàng" đầy hài hước, Monroe trở thành một trong những biểu tượng gợi cảm nổi tiếng nhất trong những năm 1950 và đầu những năm 1960, đồng thời là biểu tượng của cuộc cách mạng tình dục đương thời. Bà là nữ diễn viên có thu nhập cao nhất trong vòng một thập kỷ, trong đó các bộ phim của bà đã thu về 200 triệu đô la (tương đương 2,5 tỷ đô la vào năm 2022) vào thời điểm bà qua đời năm 1962. Rất lâu sau khi qua đời, bà vẫn được xem là một biểu tượng lớn của văn hóa đại chúng. Năm 1999, Viện phim Mỹ xếp Monroe ở vị trí thứ sáu trong danh sách những nữ minh tinh màn ảnh vĩ đại nhất của Hollywood thời kỳ Hoàng kim.
Sinh ra và lớn lên tại Los Angeles, Monroe dành phần lớn thời thơ ấu của mình trong các nhà nuôi dưỡng và trại trẻ mồ côi, sau đó kết hôn sớm ở tuổi 16. Bà làm việc cho một nhà máy trong giai đoạn Chiến tranh thế giới thứ hai và tình cờ gặp một nhiếp ảnh gia thuộc First Motion Picture Unit và bắt đầu sự nghiệp người mẫu, dẫn đến các hợp đồng làm phim ngắn hạn với 20th Century Fox và Columbia Pictures. Sau loạt những vai diễn nhỏ, bà ký hợp đồng với Fox vào cuối năm 1950. Trong hai năm tiếp theo, bà trở thành một nữ diễn viên nổi tiếng với vai diễn trong một số bộ phim hài, bao gồm As Young as You Feel và Monkey Business, cũng như trong các tác phẩm truyền hình Clash by Night và Don't Bother to Knock. Bà phải đối mặt với cáo buộc nghi ngờ chụp ảnh khỏa thân trước khi trở thành ngôi sao, nhưng thay vì làm tổn hại đến sự nghiệp, sự quan tâm dành cho các bộ phim của bà ngày càng gia tăng.
Đến năm 1953, Monroe là một trong những ngôi sao Hollywood được tiếp thị nhiều nhất; bà đóng vai chính trong bộ phim noir Niagara, tập trung vào sự hấp dẫn về mặt thể xác của bà, và các bộ phim hài Gentlemen Prefer Blondes và How to Marry a Millionaire, tạo dựng hình ảnh "cô gái tóc vàng câm" quen thuộc. Cùng năm đó, hình ảnh khỏa thân của bà được sử dụng trên trang bìa của tạp chí Playboy số đầu tiên. Monroe giữ vai trò quan trọng trong việc xây dựng và quản lý hình ảnh công chúng trong suốt sự nghiệp của mình, bà đã bày tỏ sự thất vọng khi bị hãng phim trả lương thấp. Monroe trở lại đóng vai chính trong The Seven Year Itch (1955), một trong những thành công phòng vé lớn nhất trong sự nghiệp của bà.
Khi hãng phim vẫn miễn cưỡng thay đổi điều hạn hợp đồng với Monroe, bà quyết định thành lập công ty sản xuất phim của riêng mình vào năm 1954. Bà dành năm 1955 để gây dựng công ty và bắt đầu học diễn xuất nhập tâm dưới trướng Lee Strasberg tại Actors Studio. Cuối năm đó, Fox đã tái ký hợp đồng với Monroe, giúp bà có mức lương cao hơn. Các vai diễn tiếp theo của bà được giới phê bình đánh giá cao bao gồm Bus Stop (1956) và tác phẩm độc lập đầu tiên The Prince and the Showgirl (1957). Bà giành được giải Quả cầu vàng cho Nữ diễn viên chính xuất sắc nhất với bộ phim Some Like It Hot (1959), một thành công về mặt phê bình và thương mại. Tác phẩm cuối cùng của Monroe là bộ phim truyền hình The Misfits (1961).
Đời tư của Monroe nhận được nhiều sự chú ý. Bà phải vật lộn với chứng nghiện ngập và rối loạn tâm trạng. Cuộc hôn nhân của bà với cựu ngôi sao bóng chày Joe DiMaggio và nhà viết kịch Arthur Miller được nhắc tới rất nhiều, và cả hai đều dẫn đến kết cục ly hôn. Vào ngày 4 tháng 8 năm 1962, bà qua đời ở tuổi 36 do dùng thuốc an thần quá liều tại nhà riêng ở Los Angeles. Cái chết của bà được cho là tự sát, mặc dù một số thuyết âm mưu vẫn hình thành trong nhiều thập kỷ sau sự ra đi của bà.

## Tiểu sử

### Những năm đầu đời

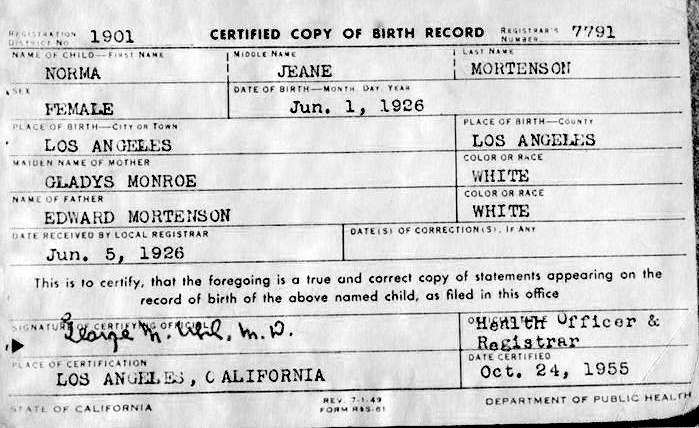
Giấy khai sinh của Marilyn Monroe với tên Norma Jeane Mortenson năm 1926

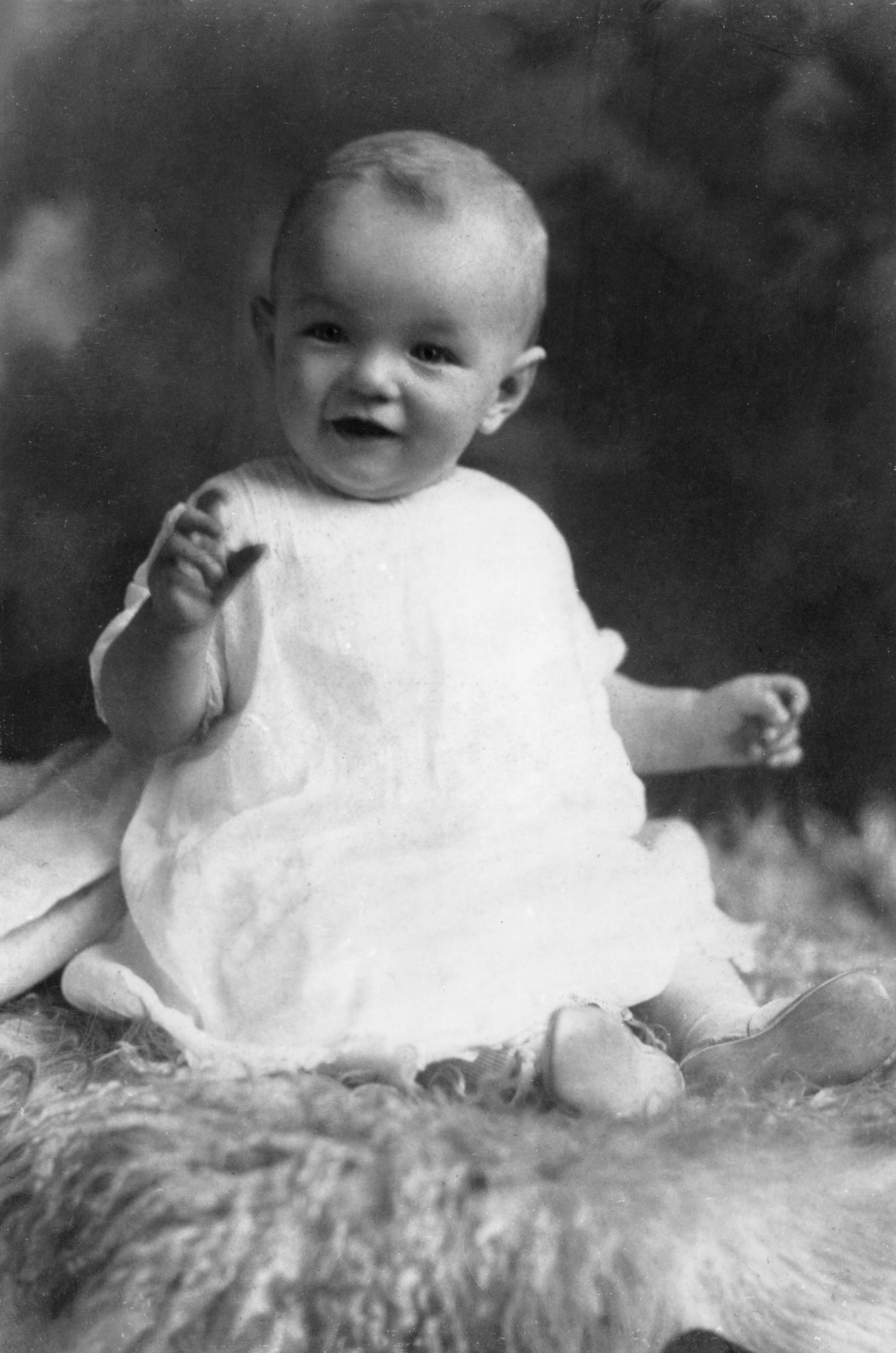
Monroe lúc nhỏ.

Monroe sinh ra với tên khai sinh Norma Jeane Mortenson tại bệnh viện Los Angeles County Hospital, là con thứ ba của người phụ nữ tên Gladys Pearl Baker (nhũ danh Monroe, 1902–1984). Bà Gladys, con gái của những người di cư nghèo từ miền Trung Tây Hoa Kỳ tới California, ăn vận theo phong cách flapper và làm nghề cắt phim âm bản tại công ty Consolidated Film Industries. Năm 15 tuổi, bà Gladys kết hôn với một người đàn ông hơn 9 tuổi, John Newton Baker và có hai con chung là Robert (1917–1933) và Berniece (sinh năm 1919). Bà Gladys đệ đơn ly dị năm 1921 còn Baker đưa các con về quê hương Kentucky. Monroe không được biết về việc bà có một chị gái cho đến năm 12 tuổi và sau này khi trưởng thành mới biết mặt. Năm 1924, Gladys kết hôn với người chồng thứ 2 là Martin Edward Mortensen—nhưng họ chia tay trước khi bà Gladys có thai Monroe với một người đàn ông khác; cặp đôi ly dị năm 1928. Danh tính người cha của Monroe không ai biết, ngoài ra mẹ bà thường lấy họ Baker theo người chồng đầu.
Những năm đầu đời của Monroe diễn ra ổn định và hạnh phúc. Trong lúc bà Gladys bị loạn thần và không đủ tài chính nuôi đứa trẻ, có lẽ bà Gladys đã để Monroe ở với cha mẹ nuôi Albert và Ida Bolender ở thị trấn vùng quê Hawthorne, California ngay sau khi sinh. Những đứa trẻ làm con nuôi trong gia đình được nuôi dạy theo các nguyên tắc của Cơ đốc giáo Phúc âm. Ban đầu, Gladys sống với nhà Bolender và chuyển đến làm việc ở Los Angeles, cho đến khi ca làm việc kéo dài hơn buộc bà Gladys chuyển về thành phố cho đến đầu năm 1927. Bà Gladys về thăm con gái vào các ngày cuối tuần, thường đưa con gái tới rạp chiếu phim, đi ngắm cảnh ở Los Angeles. Dù gia đình Bolender muốn nhận nuôi Monroe, tới mùa hè năm 1933, bà Gladys cảm thấy đủ ổn định để đưa Monroe về sống cùng và mua một căn nhà nhỏ ở Hollywood. Hai mẹ con sống cùng những người thuê trọ là nam diễn viên George và Maude Atkinson và con gái của họ, Nellie.
Vài tháng sau, tháng 1 năm 1934, bà Gladys bị suy nhược thần kinh và được chẩn đoán mắc chứng tâm thần phân liệt hoang tưởng. Sau vài tháng trong một nhà dưỡng bệnh, bà Gladys được đưa đến bệnh viện Metropolitan State (California). Bà Gladys trải qua phần đời còn lại ra vào bệnh viện và hiếm khi tiếp xúc với Monroe.

### Thời thơ ấu
—Monroe trong một bài phỏng vấn cho tạp chí Life năm 1962
Monroe trở thành trẻ mồ côi theo diện bảo hộ của bang và người bạn của mẹ bà, Grace McKee Goddard, chịu trách nhiệm về những vấn đề của hai mẹ con. Trong 4 năm tiếp theo, bà làm con nuôi của vài gia đình và liên tục chuyển trường. Trong mười sáu tháng đầu tiên, bà tiếp tục sống với nhà Atkinson và bị lạm dụng tình dục trong thời gian này. Luôn luôn e dè, cô bé bắt đầu bị tật nói lắp và trở nên thu mình. Tới mùa hè năm 1935, cô bé ở một thời gian ngắn với bà Grace và người chồng Erwin "Doc" Goddard và hai gia đình khác, cho tới khi bà Grace đưa bà vào nhà trẻ mồ côi Los Angeles Orphans Home ở Hollywood trong tháng 9 năm 1935. Trong khi trại trẻ mồ côi là "một tổ chức mẫu mực" được những bạn cùng tuổi với bà miêu tả bằng lời lẽ tích cực, Monroe nhận thấy bị đưa đến nơi mà làm bà tổn thương trầm trọng vì theo bà "có vẻ không một ai muốn tôi".
Được khuyến khích bởi các nhân viên trại trẻ mồ côi cho rằng Monroe sẽ sống hạnh phúc hơn trong một gia đình, bà Grace đã trở thành người giám hộ hợp pháp của bà vào năm 1936, mặc dù bà Grace không thể ra đưa bà khỏi trại mồ côi cho tới mùa hè năm 1937. Lần lưu lại thứ hai của Monroe là với gia đình Goddards kéo dài chỉ vài tháng vì Doc đã lạm dụng bà. Sau khi sống với vài người bạn và họ hàng của bà Grace ở Los Angeles và Compton, California, Monroe tìm thấy một ngôi nhà lâu dài hơn vào tháng 9 năm 1938, khi bà bắt đầu sống với dì của Grace, Ana Atchinson Lower ở quận Sawtelle, Los Angeles. Bà theo học trường cấp 2 Emerson Junior High School và tham dự các nghi thức hàng tuần của tôn giáo Christian Science với bà Lower. Một mặt là một học sinh hạng thường, Monroe xuất sắc trong việc viết lách và đóng góp trên tạp chí của trường. Do các vấn đề sức khỏe của bà Lower cao tuổi, Monroe trở về sống với gia đình Goddard ở van Nuys, Los Angeles vào cuối năm 1940 hoặc đầu năm 1941. Sau khi tốt nghiệp trường Emerson, bà vào học trường trung học Van Nuys High School.

### Trưởng thành
Đầu năm 1942, công ty mà ông Doc Goddard làm việc yêu cầu ông chuyển tới sống ở Tây Virginia. Luật California ngăn cản nhà Goddard đưa Monroe ra khỏi tiểu bang, và bà phải đối mặt với khả năng trở lại trại trẻ mồ côi. Như một giải pháp, bà kết hôn với con trai của người hàng xóm, công nhân nhà máy James "Jim" Dougherty vào ngày 19 tháng 6 năm 1942, ngay sau ngày sinh nhật thứ 16 của cô. Monroe sau đó bỏ dở trung học và trở thành một bà nội trợ; sau đó bà ấy nói rằng "cuộc hôn nhân không khiến tôi buồn, nhưng nó cũng không làm tôi hạnh phúc." Chồng tôi và tôi hầu như không nói chuyện với nhau, không phải vì chúng tôi tức giận và chúng tôi không có gì để nói. Tôi như đang chết vì chán nản."  Năm 1943, Dougherty gia nhập Đội Thương thuyền Hoa Kỳ (United States Merchant Marine).

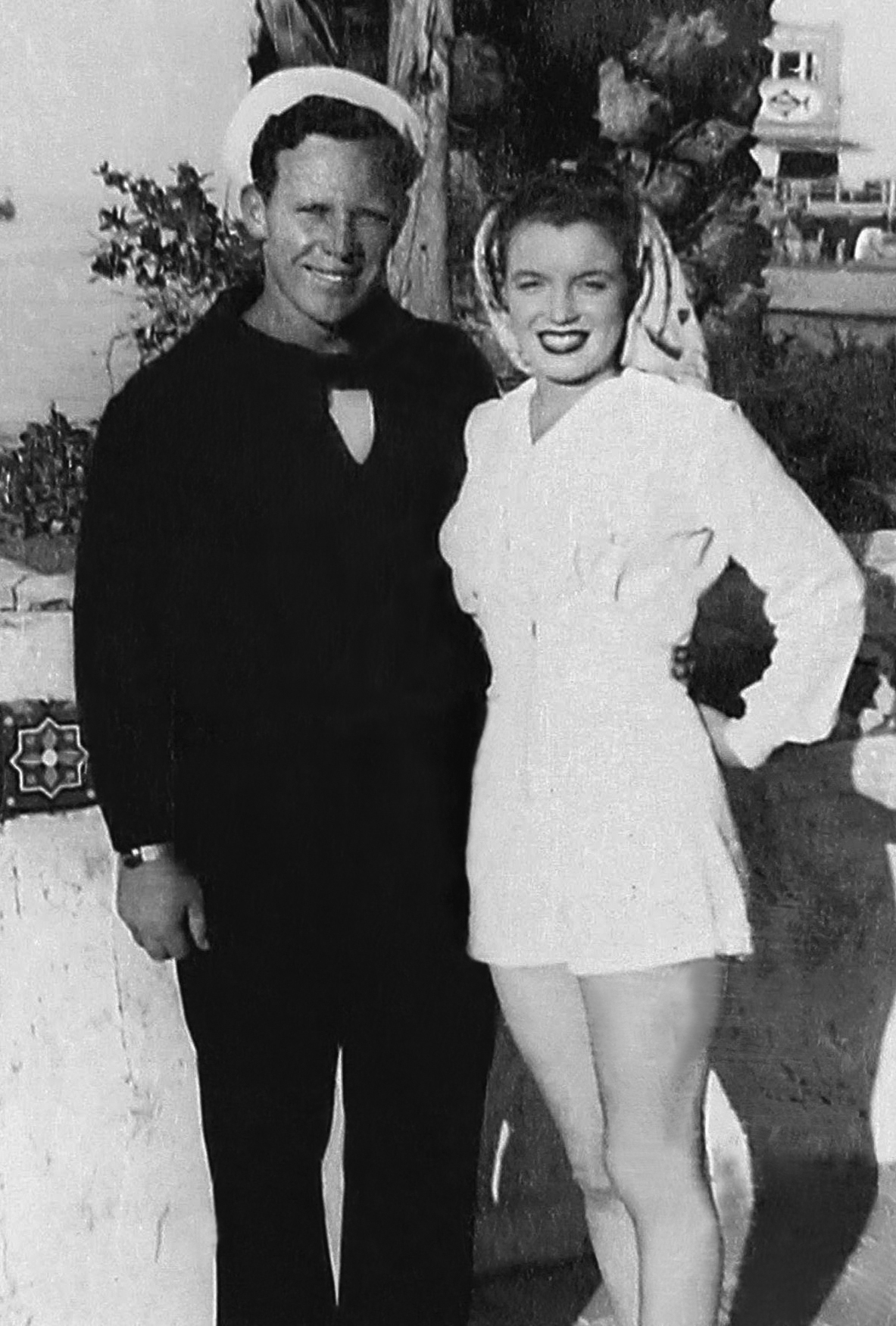
Người chồng đầu tiên của bà, James Dougherty, c.1943–1944

Ban đầu ông ta đóng quân trên đảo Santa Catalina, California, nơi hai vợ chồng sống cùng cho đến khi ông ta bị đưa ra Mặt trận Thái Bình Dương trong Chiến tranh thế giới thứ hai vào tháng 4 năm 1944; hầu như cả hai năm sau đó. Sau việc triển khai chiến đấu của Dougherty, Monroe chuyển đến sống với bố mẹ chồng và bắt đầu làm việc tại nhà máy sản xuất vũ khí hạt nhân Radioplane ở Van Nuys, bước đầu có thu nhập.

## Sự nghiệp

### Khởi nghiệp

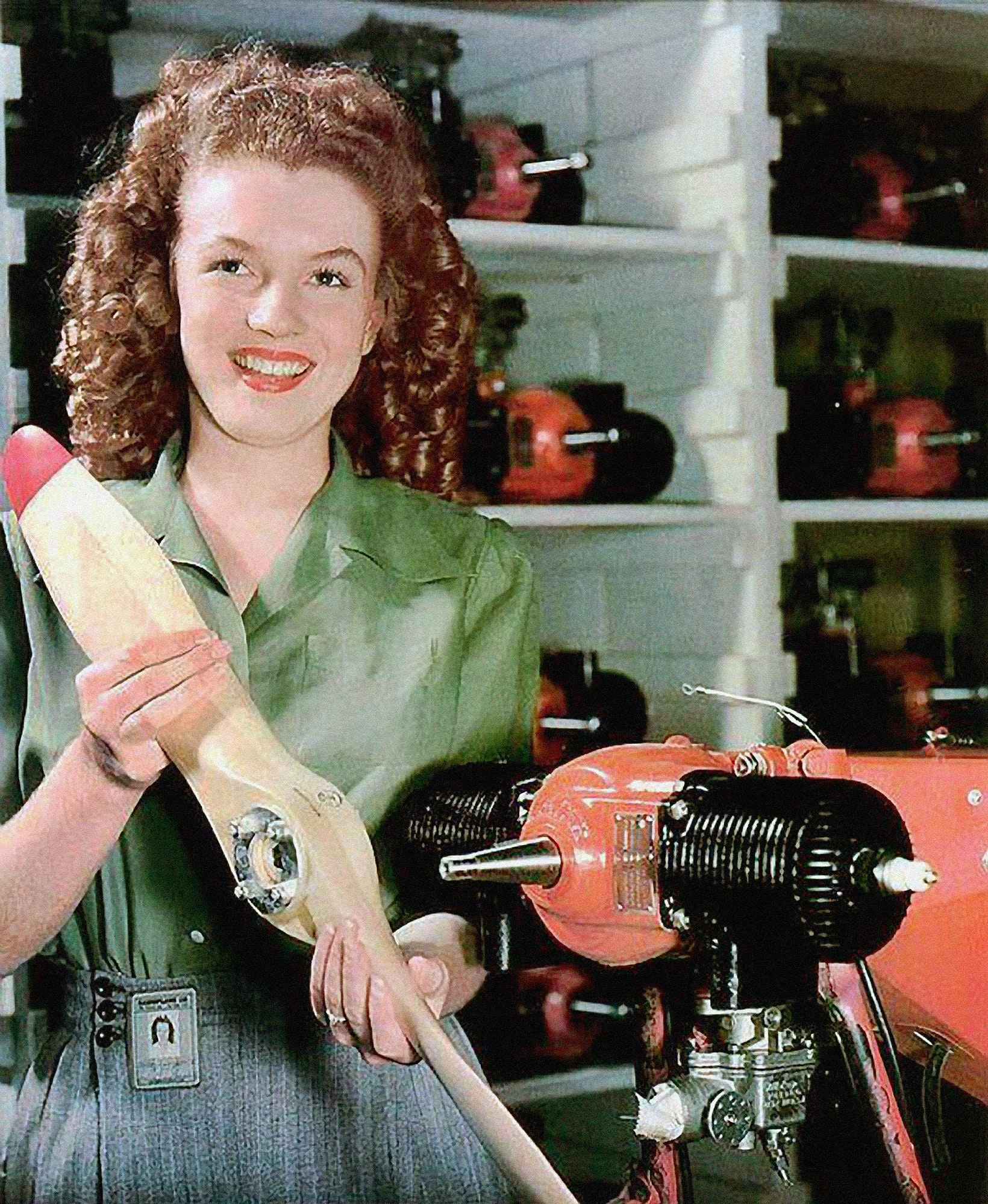
Norma Jeane Dougherty trên tạp chí Yank năm 1945

Trong thời gian Monroe làm việc tại nhà máy, nhà nhiếp ảnh quân đội David Conover đăng một tấm hình bà trên tạp chí Yank và chính ông là người đã khuyến khích cô nộp đơn vào trung tâm môi giới người mẫu Blue Book. Họ cần những cô người mẫu tóc sáng màu, vì thế Marilyn nhuộm mái tóc hạt dẻ của mình sang màu vàng ánh kim.
Norma Jeane Dougherty trở thành một trong những người mẫu tiếng tăm nhất của Blue Book, xuất hiện trên hàng tá các trang bìa tạp chí. Năm 1946, bà gây được sự chú ý của Ben Lyon, giám đốc hãng 20th Century Fox. Lyon vô cùng ấn tượng và nhận xét "Đó là Jean Harlow trở lại". Bà nhận được một bản hợp đồng 6 tháng với mức lương khởi điểm 125 đô la/tuần.
Norma Jeane quyết định đổi sang một cái tên mới phù hợp hơn - Marilyn Monroe. Xuất hiện trong Scudda Hoo! Scudda Hay! và Dangerous Years (cùng năm 1947), nhưng khi hết hạn hợp đồng, bà lại trở về sàn catwalk. Vẫn muốn tìm kiếm cơ may với điện ảnh nhưng trong khi thất nghiệp, Marilyn đành phải làm người mẫu ảnh khoả thân.
Năm 1948, Monroe ký hợp đồng 6 tháng với Columbia Pictures và được giới thiệu với Natasha Lytess, người trở thành quản lý của bà trong vài năm. Bà bắt đầu với bộ phim âm nhạc tầm thấp, Ladies of the Chorus, nhưng không thành công, và hợp đồng kết thúc. Bà tiếp tục với một vai phụ trong Love Happy của Marx Brothers (1949) và gây ấn tượng tốt với nhà sản xuất. Sau đó bà được đưa tới New York.
Love Happy khiến cho nhà quản lý Johnny Hyde đồng ý nâng đỡ Monroe. Ông sắp xếp tìm một vai trong The Asphalt Jungle. Vai diễn gây được sự chú ý  và được đạo diễn, nhà biên kịch, Herman Mankiewicz đánh giá khá cao. Ông đồng ý chọn Monroe cho một vai phụ trong All About Eve. Sau bộ phim này, khả năng diễn xuất của Monroe chiếm được sự tin tưởng của Mankiewicz. Hyde thoả thuận một hợp đồng 7 năm với Monroe ở 20th Century Fox một thời gian ngắn trước khi ông qua đời tháng 12 năm 1950.
Monroe ghi danh tại Đại học California, Los Angeles, ngành phê bình văn học nghệ thuật, và xuất hiện trong một số vai phụ. Tháng 3 năm 1951, bà nhận được đề cử Oscar đầu tiên.

### Thăng hoa
Tháng 3 năm 1952, Monroe gây nên một vụ scandal khi một trong những bức ảnh khoả thân của bà năm 1949 xuất hiện trên bìa lịch. Khi báo đài bắt đầu đua nhau đồn đại về chuyện này, Monroe thừa nhận rằng chính bà đã chụp những bức ảnh đó nhưng nhấn mạnh mình làm vậy chỉ vì kế sinh nhai. Trên một bài phỏng vấn, bà nói lên nguyên do bị hoàn cảnh xô đẩy, và khơi gợi được mối thông cảm của công chúng về nỗi tuyệt vọng của một diễn viên có thời niên thiếu cơ cực.
Bà lên trang bìa Life Magazine tháng 4 năm 1952 và được ví von như "Tiếng nói của Hollywood". Câu chuyện về thời thơ ấu sống trong ngọn đèn tình thương của các nhà hảo tâm xuất hiện trên tạp chí True Experiences tháng 5 năm 1952, xoay quanh một Monroe vui tươi và lành mạnh dưới tiêu đề: "Tôi có hạnh phúc không? Tôi đã từng là đứa trẻ bơ vơ không ai muốn nhận. Một đứa bé cô đơn với một giấc mơ, và đã thức giấc để biến giấc mơ trở thành hiện thực. Tôi là Marilyn Monroe. Hãy đọc câu chuyện Cô bé Lọ Lem của tôi."  Đó cũng là khoảng thời gian bà bắt đầu quan hệ với cầu thủ bóng chày, Joe DiMaggio. Bức ảnh DiMaggio đến thăm Monroe ở 20th Century Fox tràn ngập toàn nước Mĩ, và thường được nhắc đến như một chuyện tình đầy lãng mạn.

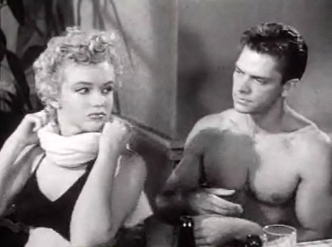
Monroe với Keith Andes trong Clash by Night (1952)

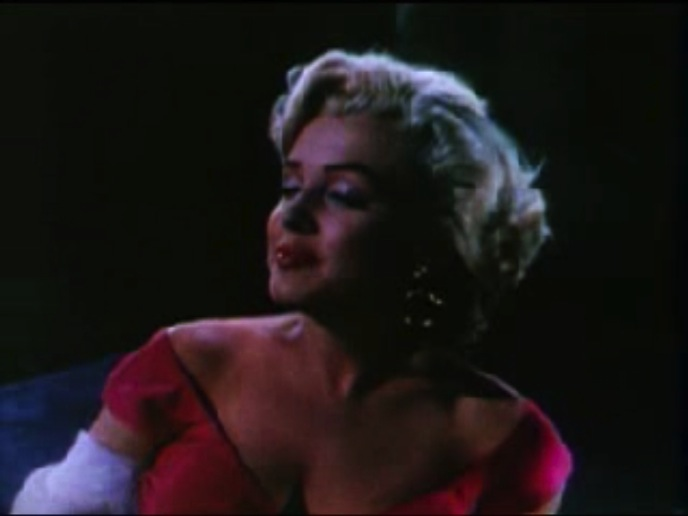
Monroe thủ vai Rose trong Niagara.

Trong tháng kế tiếp, bốn bộ phim có Monroe tham gia được công chiếu. Bà được RKO Studios mời tham gia một vai phản diện trong Clash by Night, biên kịch Barbara Stanwyck, đạo diễn Fritz Lang. Phát hành tháng 6 năm 1952, bộ phim trở nên thịnh hành, diễn xuất của Monroe được công chúng yêu thích và giới phê bình đánh giá cao. Hai phim tiếp theo lần lượt ra mắt trong tháng 7, We're Not Married và Don't Bother to Knock; We're Not Married khiến Monroe nổi lên như một ứng viên lộng lẫy của sắc đẹp, tuy nhiên Variety lại liệt phim vào hạng "cấp thấp", và Monroe quá lạm dụng những cảnh phô bày vẻ đẹp hình thể dưới làn nước tắm. Trong "Don't Bother to Knock", bà được nhận vai nữ chính đầu tiên nhưng bị chê là khá tẻ nhạt
Darryl F. Zanuck nhận thấy tài năng điện ảnh của Monroe đang bị những bộ phim giải trí tầm thường làm lu mờ, và mời bà vào "Niagara", vai một người đàn bà có sức mê hoặc lạ thường và bị tình nghi ám sát chồng mình, biên kịch Joseph Cotten. Suốt quá trình làm phim, chuyên viên trang điểm của Monroe, Whitey Snyder nhận ra rằng nỗi sợ sân khấu đang dần ảnh hưởng đến diễn xuất của bà và phải dành hàng giờ để vỗ về Monroe khi bà chuẩn bị cho cảnh quay. Sự nghiệp của Monroe khá thăng tiến nhờ bộ phim này với những lời khen ngợi về lối diễn xuất gợi cảm của cô.

Một trang bìa tạp chí Playboy có sự xuất hiện của Monroe

Sự xuất hiện của Marilyn trong Photoplay với chiếc dạ y ôm sát bị chỉ trích nặng nề. Joan Crawford, phát biểu trong Louella Parsons, đã phê bình gay gắt những hành động khiếm nhã của Monroe và cung cách ứng xử "không xứng để trở thành một nghệ sĩ và một quý cô". Bà cũng bị phản đối khi mặc chiếc đầm đen xẻ ngực sâu gần đến rốn trong Miss America Parade tháng 9 năm 1952. Bức ảnh này đã được sử dụng trên trang bìa ấn bản đầu tiên của tạp chí Playboy tháng 12 năm 1953, kèm theo một bức hình khoả thân nghệ thuật của Monroe chụp năm 1949 bên trong.

### Đỉnh cao
Bộ phim tiếp theo của bà là Gentlemen Prefer Blondes (1953), vai chính Jane Russell và đạo diễn Howard Hawks. Trong vai Lorelei Lee, một cô nương đào mỏ, bà cần phải học hát và vũ đạo. Hai diễn viên chính trở nên thân thiết, và Russell ca ngợi Monroe "rất bẽn lẽn, rất ngọt ngào, và cũng thông minh hơn nhiều so với mọi người nghĩ". Sau đó bà đã kể lại cho công chúng biết về những cống hiến của Monroe như việc phải chịu một lịch học vũ đạo dày đặc mỗi chiều sau khi đám đông ra về.

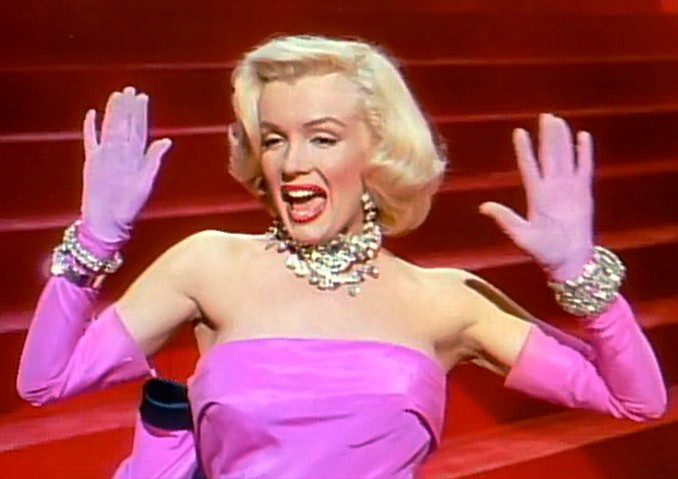
Monroe trình diễn "Kim cương là người bạn tuyệt nhất của các thiếu nữ" trong Gentlemen Prefer Blondes (1953)

Tại buổi tuyên truyền phim ở Los Angeles, Monroe và Russell in dấu vân chân và tay trên xi măng trước tiền sảnh rạp hát Grauman's Chinese. Monroe được khán giả yêu thích và doanh thu của bộ phim gấp hai lần kinh phí sản xuất. Màn trình diễn Kim cương là người bạn tuyệt nhất của các thiếu nữ từ đó gắn liền với hình ảnh bà. Gentlemen Prefer Blondes là một trong những bộ phim đầu tiên mà Monroe mặc trang phục của William Travilla, người thiết kế trang phục cho bà trong tám bộ phim Bus Stop, Don't Bother to Knock, How to Marry a Millionaire, River of No Return, There's No Business Like Show Business, Monkey Business, và The Seven Year Itch
How to Marry a Millionaire, vở hài kịch về ba cô người mẫu thích đào mỏ cố gắng quyến rũ những anh chàng giàu có, nữ chính gồm Monroe, Betty Grable và Lauren Bacall, đạo diễn Jean Negulesco. Nhà sản xuất và biên kịch Nunnally Johnson phát biểu đó là bộ phim đầu tiên mà khán giả "thích Marilyn vì chính bản thân cô cùng những lý lẽ sắc sảo của cô. Cô ấy nói rằng đó là bộ phim duy nhất mà trong đó, cô được đánh giá chân thực về sức quyến rũ của mình." 
Bộ phim của Monroe đã dấy lên trào lưu "những cô gái tóc vàng". Năm 1953 và 1954, bà có tên trong danh sách "10 ngôi sao hái ra tiền" của Quigley.

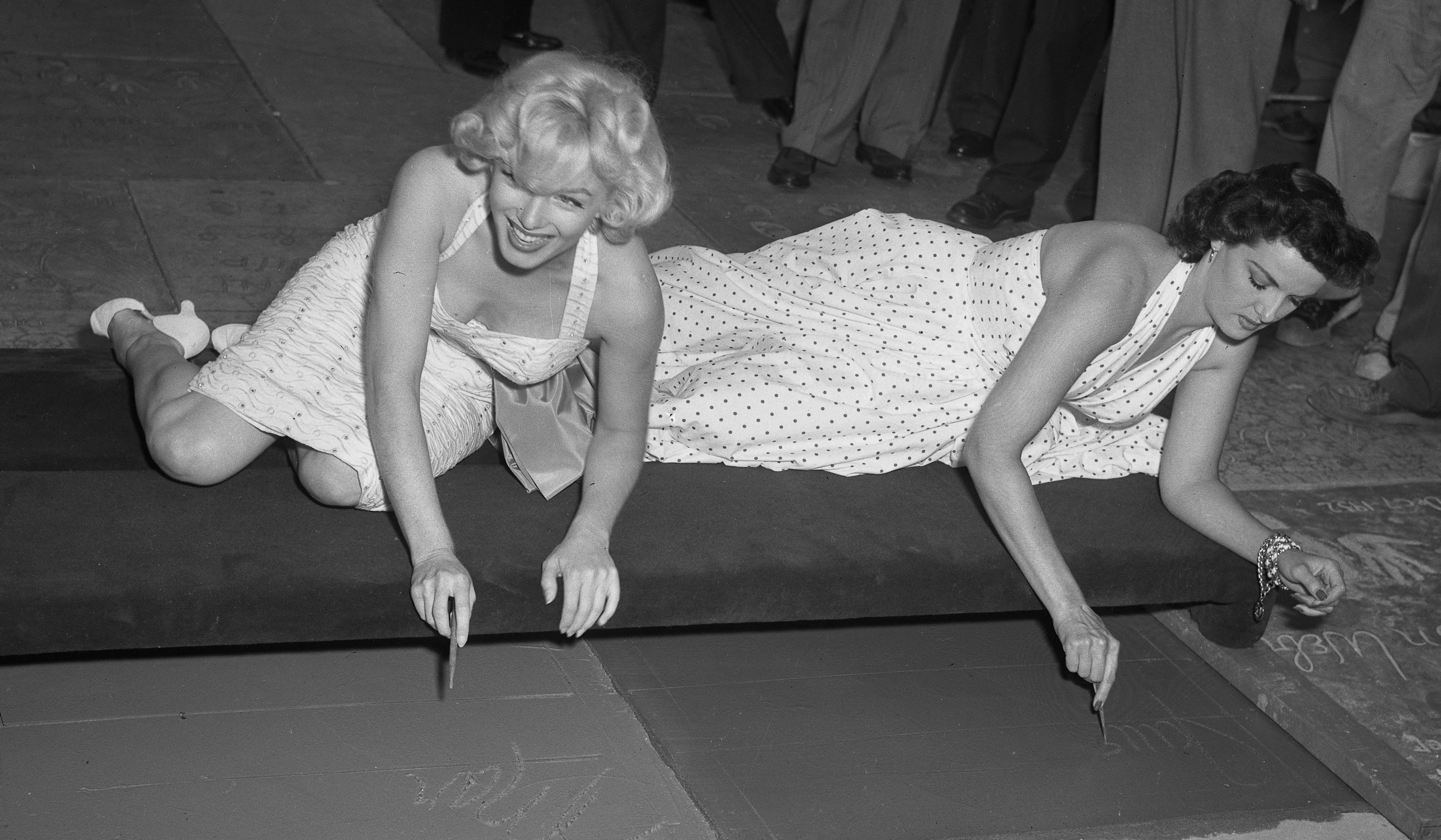
Marilyn Monroe và Jane Russell ký tên, in vân tay và vân chân trên xi măng trước rạp Grauman's Chinese năm 1953

Thời gian này, Monroe từng nói về hoài bão đóng phim của mình trên Thời báo New York: " Tôi muốn vươn cao và phát triển, được diễn những vai diễn thực sự trữ tình. Cô bầu của tôi, Natasha Lytess, nói rằng tôi có một tâm hồn đẹp đẽ, nhưng chẳng có mấy ai hứng thú với chuyện đó". Bà mong muốn được tham gia vào The Egyptian của 20th Century Fox, nhưng bị Darryl F. Zanuck từ chối thẳng thừng.

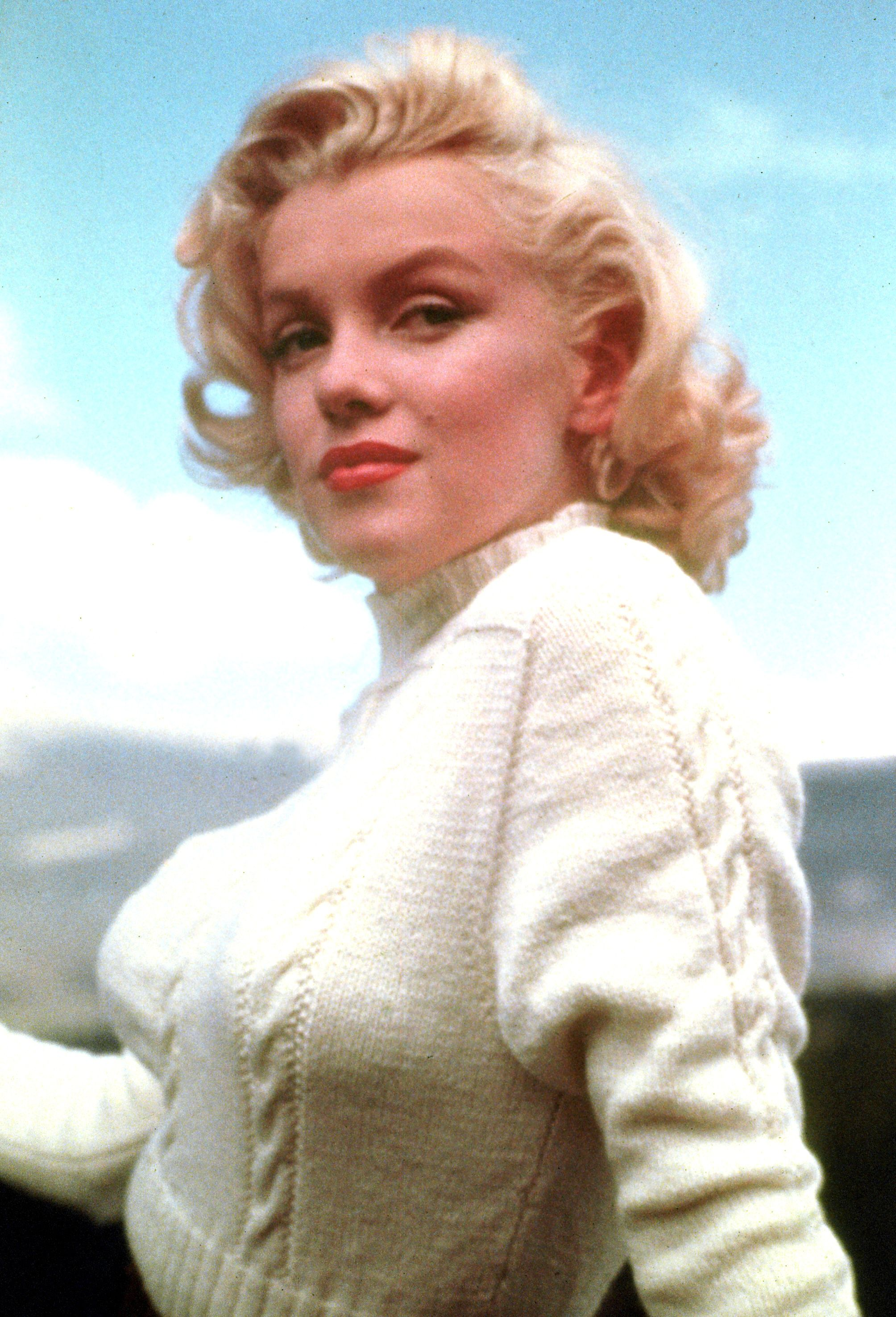
Marilyn năm 1953

Thay vào đó, Marilyn được mời tới miền tây cho River of No Return, vai phản diện Robert Mitchum, đạo diễn Otto Preminger. Ban đầu Monroe kiên quyết không nói chuyện với Preminger, và Mitchum đành phải làm trung gian. Sau khi hoàn thành bộ phim, bà phát biểu "Tôi nghĩ tôi xứng đáng được khá hơn là một bộ phim cao bồi hạng Z mà trong đó diễn xuất làm phông nền cho cảnh." 
Cuối năm 1953, Monroe tham gia The Girl in the Red Velvet Swing với Frank Sinatra. Bộ phim thất bại, và bà bị thất sủng ở hãng.
Marilyn và DiMaggio làm lễ cưới ở San Francisco ngày 14 tháng 1 năm 1954, và tới Nhật trong tuần trăng mật trên chiếc du thuyền do DiMaggio thuê. Sau hai tuần luôn bị coi là thứ yếu vì DiMaggio bận bịu với kinh doanh, Monroe phát biểu: "Hôn nhân là sự nghiệp chính của tôi kể từ lúc này". Sau đó bà tới Hàn Quốc để biểu diễn cho 13,000 lính Mĩ trong 3 ngày, và thổ lộ rằng kinh nghiệm đã giúp bà vượt qua nỗi sợ hãi khi đứng trước đám đông.
Trở lại Hollywood tháng 3 năm 1954, Monroe thương thảo với 20th Century Fox và xuất hiện trở lại trong There's No Business Like Show Business, bộ phim âm nhạc thất bát có doanh thu không bù nổi kinh phí. Ed Sullivan chê diễn xuất của Monroe khi hát "Heat Wave" là "một trong những thiếu sót trắng trợn nhất về thị hiếu thẩm mĩ", Time so sánh bà với nữ chính Ethel Merman một cách thiếu thiện chí, trong khi Bosley Crowther trên Thời báo New York  bình luận Mitzi Gaynor tỏ ra nổi trội hơn hẳn cái diễn xuất "làm xấu hổ người xem" của Monroe.

Hình ảnh Chiếc váy dài bay trong The Seven year itch

Tháng 9 năm 1954, Monroe diễn một vai chính trong The Seven Year Itch tại New York cùng với Tom Ewell. Trong khi quay, gió đã thổi tung chiếc đầm của Monroe lên quá đầu một cách đầy gợi cảm. Một đám đông nghịt người đã chứng kiến khi đạo diễn Billy Wilder bắt làm đi làm lại cảnh đó nhiều lần. Trong số người xem có Joe DiMaggio, ông tức điên lên về cảnh tượng đó. Sau đó, có nhà báo Walter Winchell làm chứng, cặp đôi trở lại California và tuyên bố ly thân. Vụ li dị kết thúc vào tháng 11 năm 1954. Bộ phim hoàn thành vào đầu năm 1955, và sau khi từ chối những vai phụ trong The Girl in the Red Velvet Swing và How to Be Very, Very Popular, bà quyết định từ bỏ Hollywood, theo lời khuyên của Milton H. Greene.

### Thành lập hãng phim Marilyn Monroe Productions
Greene lần đầu gặp Monroe năm 1953 khi ông tạo hình bà cho một tấm hình trên tạp chí Look. Trong khi nhiều nhiếp ảnh gia luôn chú ý khai thác những khía cạnh thật gợi cảm, Greene lại tạo dáng cô trong những tấm ảnh thời trang, điều đó khiến Monroe rất hài lòng. Theo lời khuyên của ông, bà chấm dứt hợp đồng với 20th Century Fox. Cát-xê trong Gentlemen Prefer Blondes khoảng $18,000, trong khi diễn viên ngoài hợp đồng Jane Russell thì lại được chi hơn $100,000. Greene nghĩ rằng bà có thể kiếm được nhiều hơn nếu tách khỏi 20th Century Fox. Ông nghỉ việc năm 1954, thế chấp nhà để đầu tư cho Monroe và để bà sống cùng gia đình mình vì họ là những người quyết định tương lai của bà.
Truman Capote giới thiệu Monroe với giáo viên dạy diễn xuất Constance Collier. Bà cảm thấy Monroe không hợp với sân khấu và nhận ra "thiên tài đáng yêu" quá "mong manh và dễ vỡ, chỉ có thể nắm bắt được bằng ống kính máy quay". Một vài tuần sau đó Collier qua đời. Monroe đã gặp Paula Strasberg và con gái bà, Susan trong phim There's No Business Like Show Business, và chia sẻ niềm mơ ước được chính Lee Strasberg dạy dỗ trong Actor Studio. Tháng 3 năm 1955, Monroe gặp Cheryl Crawford, một trong những sáng lập viên của Actor Studio, và năn nỉ bà giới thiệu mình với Lee Strasberg, ông đã đồng ý nhận Monroe làm học trò vào ngày hôm sau.

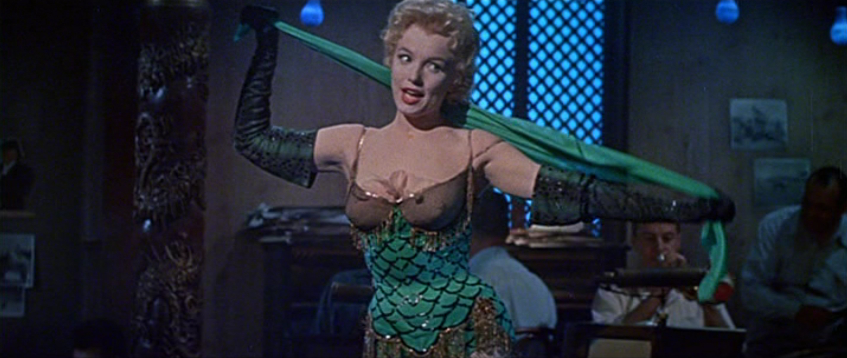
Monroe trong vai Chérie, Bus Stop

Tháng 5 năm 1955, Monroe bắt đầu quan hệ với nhà biên kịch Arthur Miller; họ gặp nhau ở Hollywood năm 1950 và khi Miller biết bà đang ở New York, ông nhờ một người quen cả hai đến giới thiệu. 1 tháng 6 năm 1955, sinh nhật Monroe, Joe DiMaggio tháp tùng Monroe tới lễ ra mắt The Seven Year Itch tại New York. Sau đó ông chủ trì tiệc sinh nhật để chúc mừng bà, nhưng đến tối, sau một hồi cãi vã, Monroe bỏ đi. Quan hệ của họ từ đó chấm dứt hẳn.
The Seven Year Itch được phát hành và thành công rực rỡ với doanh thu 8 triệu đô. Monroe được đánh giá cao, và có ưu thế khi thương lượng hợp đồng với 20th Century Fox. Trong Giáng sinh 1955, họ ký hợp đồng với điều kiện Monroe sẽ phải đóng 4 bộ phim cho hãng trong 7 năm. Marilyn Monroe Productions sẽ được hưởng $100,000 lợi nhuận mỗi bộ phim. Ngoài việc có thể làm việc với bất kì ai, Monroe có quyền loại bất cứ đạo diễn hay nhà điện ảnh nào mình không thích.
Bộ phim đầu tiên trong hợp đồng là Bus Stop đạo diễn Joshua Logan. Logan là học trò của Konstantin Stanislavsky, và ông rất ấn tượng với Monroe. Bắt đầu từ phim này, Monroe sa thải Natasha Lytess rồi thay bằng Paula Strasberg.
Trong phim Monroe đóng vai Chérie, một ca sĩ quán bar có chút năng khiếu, yêu một chàng cao bồi. Bosley Crowther trong Thời báo New York tuyên bố: "Ôm lấy ghế, quý vị, và chờ đợi sự kinh ngạc. Marilyn Monroe cuối cùng đã chứng minh mình là một diễn viên". Trong tự truyện, Minh tinh màn bạc, Con người thực tế và Tôi, đạo diễn Logan viết: "Tôi thấy ở Marilyn một trong những tài năng vĩ đại nhất mọi thời đại... cô ở trong tôi toả sáng hơn bất kì ai tôi từng hình dung, và tôi nghĩ đây là lần đầu tôi biết trí tuệ và, vâng, sự chói sáng không đi kèm với học vấn." Logan là người đề cử Giải Oscar cho Monroe và luôn ca tụng sự chuyên nghiệp của bà cho đến tận khi ông qua đời. Mặc dù vuột mất giải Oscar, nhưng Monroe giành được một giải Quả cầu vàng.
Suốt thời gian này, quan hệ giữa Monroe và Miller tiến xa hơn. Tháng 6 năm 1956, một phóng viên bám sát theo sau xe họ, và khi hai người đang tìm cách lảng tránh, xe của anh ta gặp tai nạn, làm thiệt mạng một cô gái. Monroe bị kích động khi nghe tin này và tỏ ra rất ân hận. Sau đó bà và Miller công khai mối quan hệ trước giới truyền thông. Đám cưới diễn ra ngày 29 tháng 6 năm 1956.
Sau Bus Stop là The Prince and the Showgirl, đạo diễn Laurence Olivier đồng thời là diễn viên nam chính. Trong khi làm phim, Olivier ca ngợi Monroe như "một diễn viên hài hước tài hoa, điều đó khiến tôi hiểu rằng cô là một diễn viên thực sự có khiếu".
Mặc dù Monroe và Olivier có một số mâu thuẫn nhưng ông vẫn nhận xét "Marilyn quá sức tuyệt vời, tuyệt vời nhất trong tất cả". Vai diễn của Monroe được đánh giá cao, đặc biệt tại châu Âu, và được nhận một đề cử BAFTA.

### Những năm sau này
Mất hơn một năm Monroe mới bắt đầu bộ phim tiếp theo; trong thời gian sống với Miller ở Amagansett, Long Island, bà bị sẩy thai ngày 1 tháng 8 năm 1957. Được sự động viên của Miller, bà quay trở lại Holywood năm 1958 cho Some Like it Hot, đạo diễn Billy Wilder, nam chính Jack Lemmon và Tony Curtis. Wilder đã biết về nỗi sợ sân khấu của Monroe và ông cũng rất ghét cái tính dề dà kèm theo không bao giờ nhớ nổi lời thoại trong suốt The Seven Year Itch của bà. Thái độ của Monroe cũng thù địch chẳng kém, thể hiện bằng sự từ chối tham gia phim và thường có những hành động xúc phạm ông. Bà kiên quyết tránh làm việc cùng Wilder, và khăng làm đi làm lại những cảnh quay đơn giản cho đến khi vừa lòng. Marilyn quan hệ khá thân mật với Lemmon, nhưng lại ghét Curtis ra mặt sau khi anh chàng này so sánh về những cảnh thân mật của họ như là "nụ hôn của Hitler"  Curtis sau đó cũng đính chính lại rằng đó chỉ là nói đùa. Trong quá trình quay, Monroe phát hiện mình có thai, nhưng rồi lại bị sẩy thai vào tháng 12 năm 1958, khi bộ phim hoàn thành.

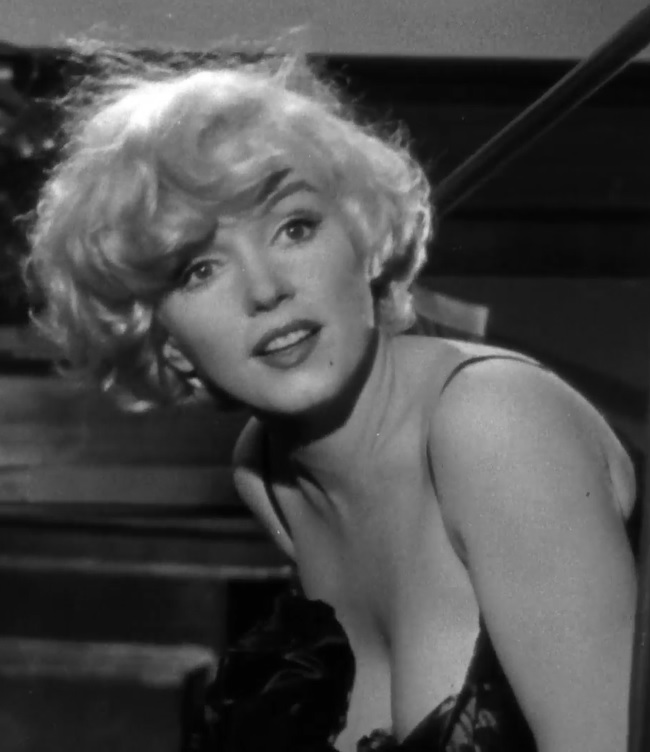
Monroe trong Some Like It Hot (1959)

Bộ phim thu được thành công vang dội, và nhận 5 đề cử Oscar. Monroe rất được hoan nghênh và vai diễn Sugar Kane cũng mang đến cho bà một quả cầu vàng. Wilder nhận xét rằng bộ phim là thành công lớn nhất từ trước đến nay của ông. Ông nói về mâu thuẫn giữa ông và Monroe: "Marilyn quá khó tính bởi vì cô ta hoàn toàn bí ẩn. Tôi không bao giờ biết những ngày cùng làm phim giữa chúng tôi là cái gì... Liệu cô ta hợp tác hay đang gây khó dễ?"  Ông không chịu được tác phong làm việc của bà và nói thay vì đến Actors Studio "cô ta sẽ đến một trường kĩ thuật xe lửa... để học vài thứ về giờ tàu"  Wilder phát ốm trong lúc quay, và theo ông là tại vì: "Chúng tôi đang ở giữa chuyến bay; và có một cái hạch trên máy bay."  Tuy vậy, ông cũng khẳng định Monroe có" sức hút lạ kì" và "thuần tuý là thiên tài hài kịch". Tất nhiên, sau Some Like it Hot, ông cố tránh né bất kì kế hoạch nào có sự góp mặt của bà.
Thời gian này, Monroe chỉ hoàn thành được một bộ phim trong hợp đồng với 20th Century Fox, Bus Stop. Bà đồng ý xuất hiện trong Let's Make Love, đạo diễn George Cukor, nhưng không ưa kịch bản phim, và Arthur Miller phải biên tập lại. Gregory Peck nguyên là vai nam chính, nhưng ông khước từ vai sau khi Miller chỉnh sửa; Cary Grant, Charlton Heston, Yul Brynner và Rock Hudson cũng đền từ chối trước khi vai này được dành cho Yves Montand. Monroe và Miller rất thân với Montand và vợ ông, diễn viên Simone Signoret. Kế hoạch suôn sẻ cho đến khi Miller cần đi châu Âu cho việc kinh doanh. Monroe quay xong sớm nhưng lại không đi cùng Miller. Signoret cũng trở lại châu Âu làm phim, và Monroe ngoại tình với Montand và chấm dứt khi ông từ chối bỏ vợ. Bộ phim không được đánh giá cao cũng như thành công về mặt thương mại.
Sức khoẻ Monroe yếu dần, và bắt đầu phải gặp bác sĩ tâm lý người Los Angeles, Ralph Greenson. Bà kêu ca về chứng mất ngủ, và nói với Greenson rằng trước đó bà đã đến qua một vài bác sĩ cùng cơ man nào là thuốc thang. Ông kết luận rằng bà đang có dấu hiệu nghiện thuốc, và khuyên bà nên dùng thuốc với nhịp độ giảm dần để không phải chịu bất kì triệu chứng cai nghiện nào. Theo Greenson, hôn nhân giữa Miller và Monroe đang lâm vào bế tắc; ông nói rằng Miller thật lòng muốn chăm sóc cho Monroe và có thể cải thiện tình hình, nhưng Monroe từ chối quyết liệt đồng thời lại oán hận chồng vì ông không làm được gì để giúp đỡ bà. Greenson cũng yêu cầu Monroe thực hiện các biện pháp cai nghiện ngay lập tức.
Năm 1956, Arthur Miller sống ở Nevada và bắt đầu viết truyện ngắn về những người địa phương mới quen, một phụ nữ bỏ chồng và mấy chàng cao bồi. Năm 1960, ông chuyển thể thành kịch, và nghĩ rằng vai này rất hợp với Monroe. Đó trở thành bộ phim cuối cùng của bà, The Misfits, đạo diễn John Huston, diễn viên chính Clark Gable, Montgomery Clift và Thelma Ritter. Bộ phim bắt đầu tháng 7 năm 1960, phần lớn quay tại Sa mạc Đá Đen, Bắc Nevada. Monroe phát ốm lên vì khí hậu khắc nghiệt và khó có thể quay liên tục. Bỏ ngoài tai lời khuyên của Greenson, bà bắt đầu dùng lại thuốc ngủ và rượu. Một du khách tới trường quay, Susan Strasberg, nhận xét rằng Monroe "đang tự tử bằng nhiều cách". Đến tháng 8, Monroe về Los Angeles điều trị trong 10 ngày. Báo chí tung tin rằng bà đang cận kề cái chết, mặc dù bệnh tình của bà vẫn được giữ bí mật. Louella Parsons nói về Monroe như "một cô nàng ốm yếu, ốm yếu đến không thể tin nổi", và tiết lộ rằng bà đang phải điều trị tâm lý.
Monroe trở lại Nevada để hoàn thành bộ phim, đi kèm là sự căm thù Arthur Miller. Làm phim là quá trình gian nan đối với cả đoàn; thêm vào sự khổ sở của Monroe, Montgomery Clift gần như không diễn được vì đau ốm, và khi kết thúc, Thelma Ritter phải nhập viện vì kiệt sức. Gable vì lý do sức khoẻ, bỏ về ngay mà không dự tiệc liên hoan. Monroe và Miller về New York trên hai chuyến bay riêng.

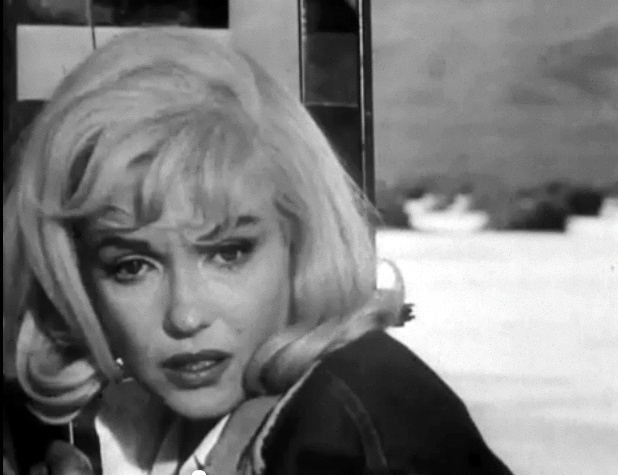
Monroe trong bộ phim hoàn thành cuối cùng, The Misfits (1961)

Trong vòng mười ngày sau bộ phim, Monroe tuyên bố li dị với Miller, và Gable qua đời vì đột quỵ ngay sau đó. Quả phụ của Gable, Kay, nói với Louella Parsons rằng, "chờ đợi liên tục" ở phim trường The Misfits góp phần vào cái chết của chồng bà, mặc dù bà không chỉ đích danh Monroe. Khi phóng viên hỏi Monroe liệu cô có cảm thấy áy náy về cái chết của Gable, bà từ chối trả lời, nhưng nhà báo Sidney Skolsky, tiết lộ rằng bà bày tỏ sự hối hận về cách cư xử với Gable ở Nevada và chính bà cũng đang rơi vào "hố sâu tuyệt vọng". Monroe sau đó vẫn dự lễ rửa tội của con trai Gables bốn tháng sau đó theo lời mời của Kay Gable.
The Misfits nhận được đánh giá trung bình, và không thành công về doanh thu, mặc dù có vài ý kiến khen ngợi diễn xuất của Monroe và Gable. Huston nhận xét rằng Monroe không diễn đúng cảm xúc, và những gì bà thể hiện là bản thân mình hơn là nhân vật. "Cô ấy không có kĩ thuật diễn. Đấy hoàn toàn là sự thật. Đó chỉ là Marilyn." 
"Trong tháng kế tiếp, Monroe trở nên nát rượu và các loại thuốc bắt đầu gây ra tác dụng phụ" - những người bạn như Susan Strasberg nói về sức khoẻ của bà. Vụ li dị với Arthur Miller kết thúc vào tháng 1 năm 1961, với lý do từ phía Monroe là do "tính tình xung khắc",. Tháng 2, bà chủ động vào bệnh viện tâm thần Payne Whitney và những ngày tháng trong đó nhanh chóng trở thành "cơn ác mộng". Bà gọi cho Joe Di Maggio, ông tức tốc từ Florida đến New York để đem bà đến "Trung tâm y tế giáo hội Columbia". Bà phải ở lại đó trong 3 tuần. Bệnh tật khiến bà không thể làm việc mất 1 năm; phải trải qua một cuộc phẫu thuật khối u buồng trứng vào tháng 5, và phẫu thuật túi mật vào tháng 6. Bà trở lại California và thuê một căn hộ để điều dưỡng.
Năm 1962, Monroe bắt đầu quay lại đóng phim với Something's Got to Give, bộ phim thứ 3 trong hợp đồng 4 phim với 20th Century Fox, đạo diễn George Cukor, vai chính Dean Martin và Cyd Charisse. Bà bị nhiễm virut khi phim khởi quay, và sốt viêm họng mãn tính. Một lý do nữa khiến từ chối diễn chung với Martin là vì ông bị cúm, và nhà sản xuất Henry Weinstein khám phá ra nỗi sợ trường quay của Marilyn. Ông nói "Rất hiếm người phải chịu đựng nỗi kinh hoàng. Chúng ta đều từng trải qua lo lắng, đau khổ, thất tình nhưng đó hầu như chỉ là nỗi sợ hãi thông thường" 
Ngày 9 tháng 5 năm 1962, bà tham dự lễ mừng sinh nhật tổng thống John F. Kennedy tại Madison Square Garden, theo lời mời của anh vợ Kennedy, diễn viên Peter Lawford. Monroe đã biểu diễn ca khúc "Happy Birthday to You" với phần lời đặc biệt của Bob Hope". Kennedy đã cảm tạ bài hát của Monroe "Xin cảm ơn. Bây giờ tôi có thể rút lui khỏi chính trường sau khi được nghe chúc mừng sinh nhật theo một cách ngọt ngào đến như thế." 
Monroe trở lại trường quay Something's Got to Give, và đóng một loạt cảnh khoả thân trong bể bơi. Tuyên bố muốn "hất Liz Taylor ra khỏi bìa tạp chí", bà đồng ý chụp một vài bức ảnh bán khoả thân trên Life. Hậu quả là Monroe bị cắt hợp đồng. 20th Century Fox đòi bà bồi thường nửa triệu đô la và khởi kiện,. Phó chủ tịch hội đồng quản trị Peter Levathes phát biểu, "Chúng ta đã thành lập một cái nhà thương điên, và bọn họ đang tới tấp phá hoại nó."  Monroe bị thế chỗ bởi Lee Remick, và khi Dean Martin không đồng ý diễn với bất kì ai khác, ông cũng bị đe doạ lôi ra toà.
Sau khi nghỉ hợp đồng, Monroe xuất hiện trước công chúng nhiều hơn. Trong bài phỏng vấn trên tạp chí Cosmopolitan, bà có một bức hình đang hớp ngụm sâm banh và đi dạo trên bãi biển của gia đình Peter Lawford. Bức hình đó được phát hành trong một an bum ảnh, có cả ảnh khoả thân, trên hoạ báo Vogue. Sau khi bà qua đời, chúng được biết đến với cái tên Ngụm sâm banh cuối cùng. Trong cuộc phỏng vấn với Richard Meryman trên Life, Monroe đi sâu về quan hệ với người hâm mộ và sự mơ hồ trong việc nhận thức về bản thân là một "ngôi sao" hay một "biểu tượng sex".
Trong vài tuần cuối cuộc đời, Monroe hứa hẹn về những bộ phim tương lai, và sắp xếp một vài hợp đồng. Trong đó có dự án phim về cuộc đời Jean Harlow, Irma La Douce của Billy Wilder và What a Way to Go!; Shirley MacLaine sau đó thế vai bà trong tất cả các phim này. Kim Novak thay bà trong vở hài kịch Kiss Me, Stupid. Vụ thương lượng với 20th Century Fox ngã ngũ, và hợp đồng vẫn tiếp tục, Something's Got to Give lại lên kế hoạch quay trong năm đó. Allan "Whitey" Snyder gặp Monroe trong tuần cuối cùng và nhận xét rằng bà rất hài lòng vì những cơ hội mở ra và "cô ấy chưa bao giờ khá hơn lúc đó và đang trong một tâm trạng vô cùng thư thái".

## Qua đời
Ngày 5 tháng 8 năm 1962, hạ sĩ Jack Clemmons nhận điện thoại lúc 4:25 sáng từ bác sĩ Hyman Engelberg. Ông thông báo Monroe đã qua đời tại nhà riêng ở Brentwood, Los Angeles, California. Sergeant Clemmons là cảnh sát đầu tiên tới khám nghiệm hiện trường. Nhiều nghi vấn đã được đặt ra sau cái chết của bà.
Nguyên nhân cái chết được bác sĩ Thomas Noguchi của sở điều tra hạt Los Angeles kết luận là "nhiễm độc thuốc an thần" - một tai nạn. 8 mg muối clohidrat và 4.5 mg Nembutal được tìm thấy trong thi thể sau khi giám định pháp y.

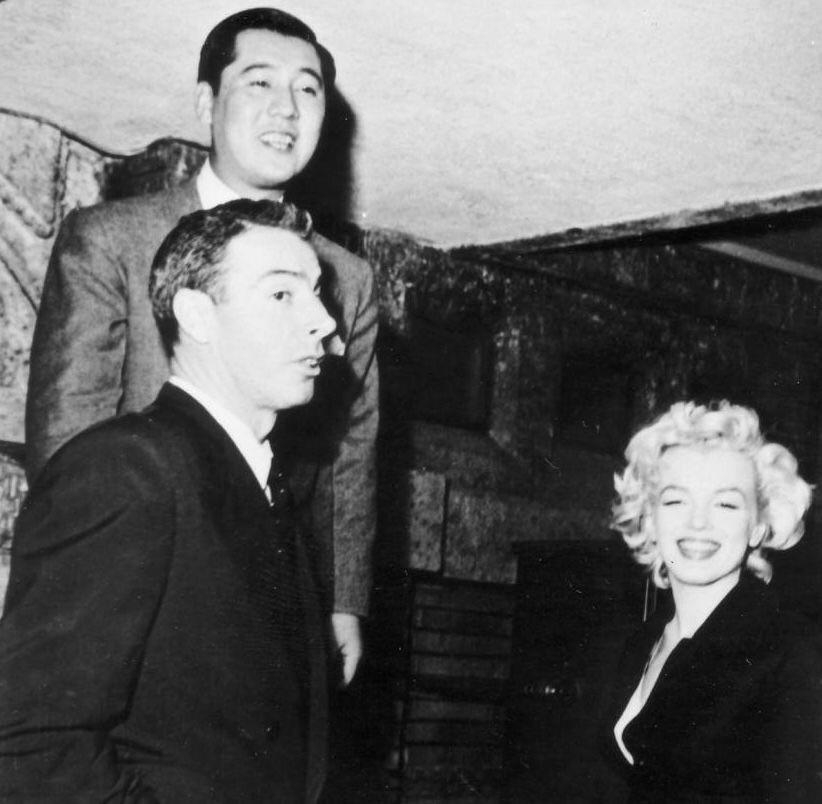
Joe DiMaggio và Marilyn Monroe tại khách sạn Hoàng gia ở Tokyo trong tuần trăng mật

Vì thiếu bằng chứng xác thực, cơ quan điều tra đã không thể kết luận đây là tự sát hay bị mưu sát, nhưng nhiều khả năng nghiêng về một vụ tự sát. Một vài ý kiến cho rằng anh em John và Robert Kennedy có liên quan đến sự việc, trong khi có người nghi ngờ CIA hay mafia đã nhúng tay vào.
Ngày 8 tháng 8 năm 1962, Monroe được an táng trong hầm mộ tại Hành lang tưởng niệm, vị trí 24, ở nghĩa trang Westwood Village Memorial Park, Westwood, Los Angeles, California. Lee Strasberg là người đọc điếu văn đưa tiễn.
Nhắc về cái chết của Marilyn Monroe, gần 100 ngày mất của bà, một cuộc điều tra kì lạ và quy mô đã diễn ra, kết quả về nguyên nhân cái chết của nữ minh tinh đã bị đảo ngược và tạo ra nhiều hiệu ứng trong công chúng. Câu hỏi lớn nhất là vì sao lại có cuộc điều tra lại này. Hiện tại, thông tin chỉ có thể được tiết lộ là: Việc điều tra lại cái chết của Marilyn Monroe, trong khi các tài liệu về cái chết của bà đã bị FBI xóa đi, gián tiếp chứng tỏ sự tiến bộ vượt bậc của khoa học kỹ thuật nửa cuối thế kỷ 20.

## Đời tư

### Hôn nhân

#### James Dougherty
Monroe cưới James Dougherty ngày 19 tháng 6 năm 1942 và li dị 4 năm sau đó, khi Monroe quyết định theo nghề diễn viên.

#### Joe DiMaggio
Joe DiMaggio - một cầu thủ bóng chày - và Marilyn Monroe cưới nhau ngày 14 tháng 1 năm 1954 và li dị tháng 11 năm 1954.

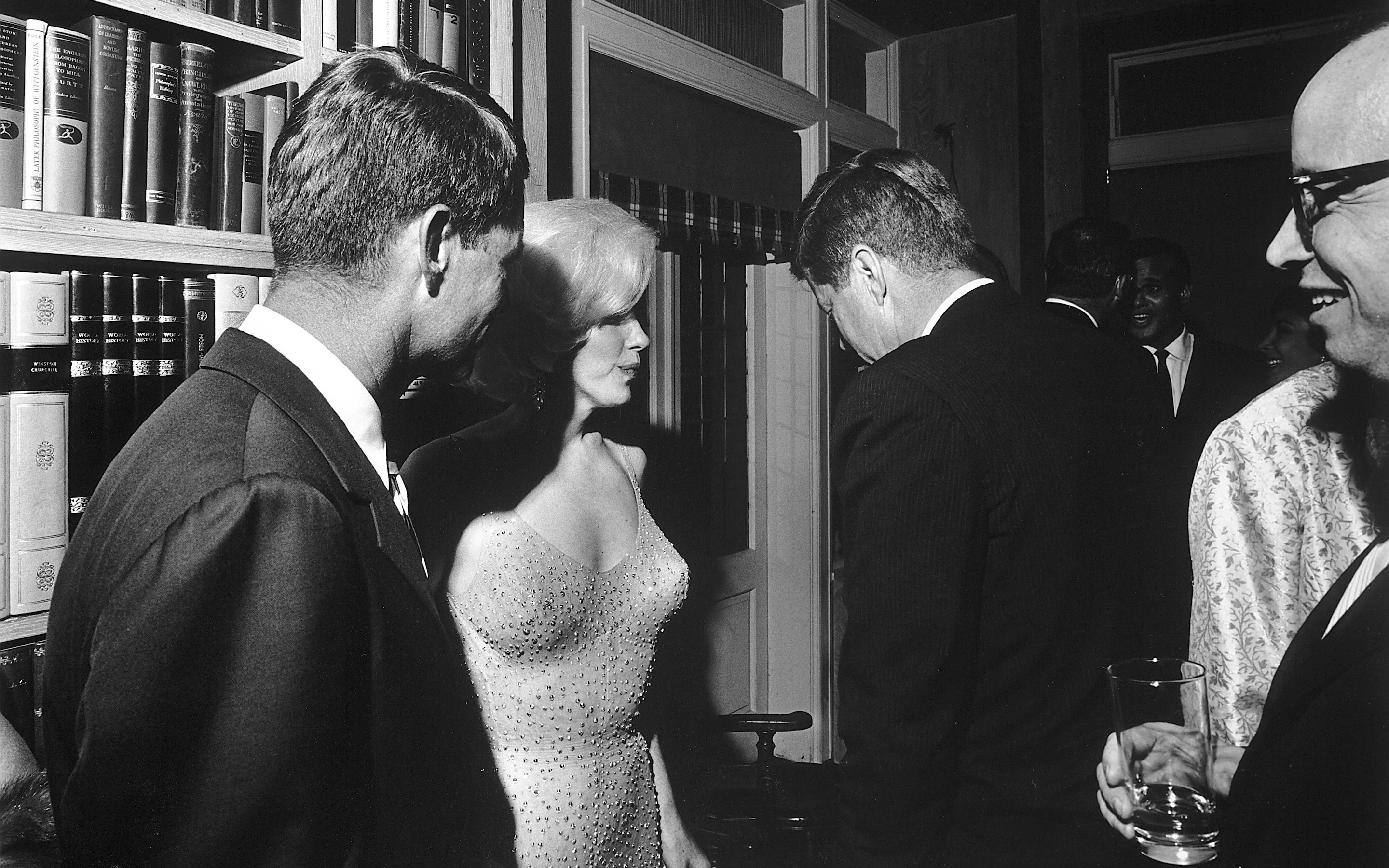
Monroe và hai anh em Kennedy.

#### Arthur Miller
Monroe cưới nhà biên kịch Arthur Miller ngày 29 tháng 6 năm 1956. Họ li dị chính thức vào ngày 24 tháng 1 năm 1961 sau vụ ngoại tình của cả hai phía.

### Anh em Kennedy
19 tháng 5 năm 1962, Monroe xuất hiện chính thức lần cuối cùng trước công chúng, hát bài "Happy Birthday, Mr. President" tại buổi tiệc sinh nhật truyền hình trực tiếp toàn quốc của tổng thống Mĩ John F. Kennedy tại Madison Square Garden. Chiếc váy bà mặc được thiết kế đặc biệt bởi Jean Louis, đấu giá năm 1999 thu được 1.2 triệu đôla.
Dư luận đồn đại Monroe có quan hệ tình cảm với cả hai anh em John và Robert Kennedy từ những năm 1960  và gây nên một vụ tai tiếng lớn.

## Di sản

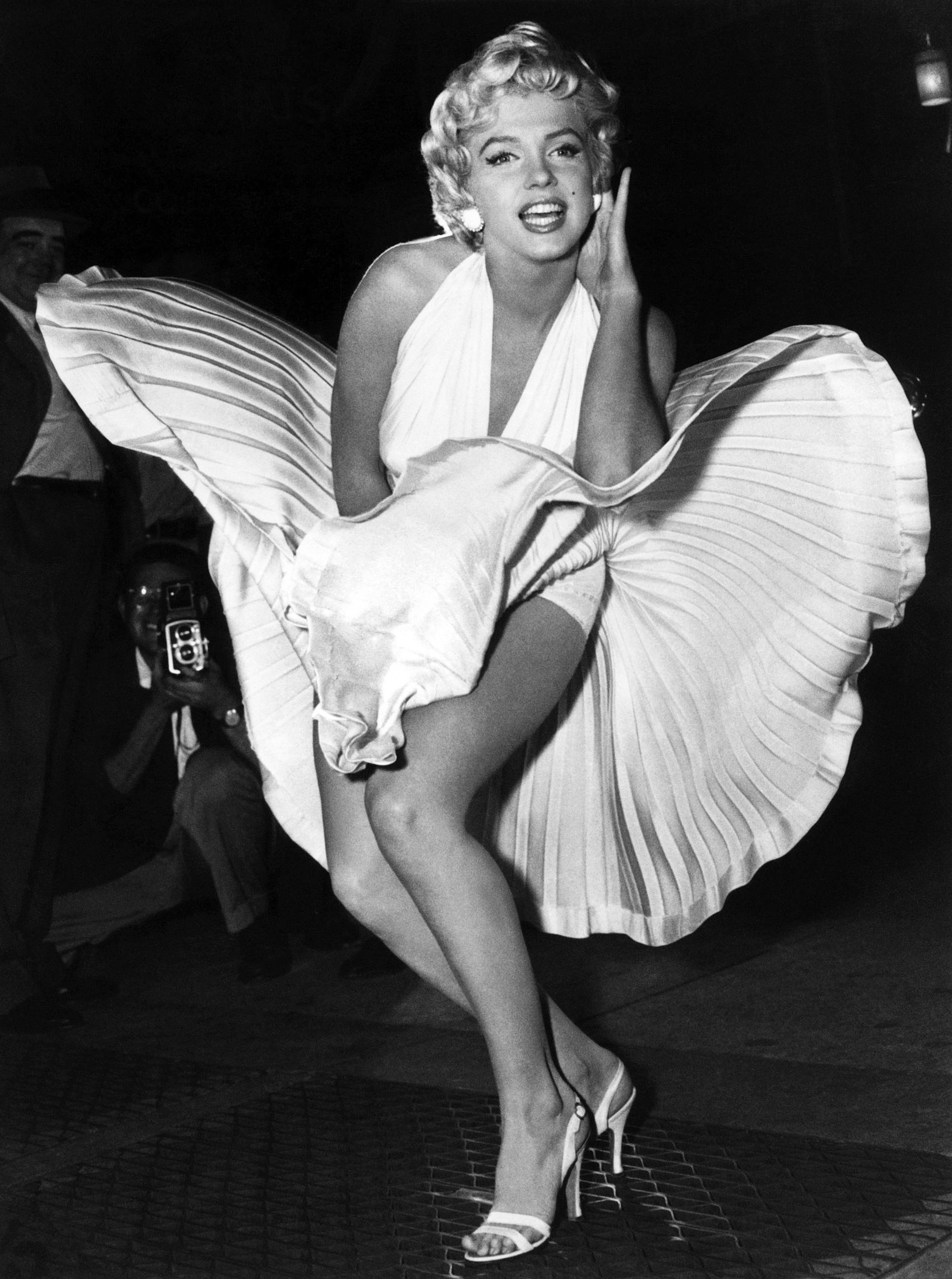
Hình ảnh chiếc đầm trắng trong The Seven Year Itch, một trong những hình ảnh nổi tiếng nhất của Monroe

Theo cuốn Cẩm nang Văn hóa Đại chúng Mỹ, "với tư cách là một biểu tượng văn hóa đại chúng Mỹ, danh tiếng của Monroe chỉ so sánh được với Elvis Presley và chuột Mickey... chưa từng có một ngôi sao nào có thể gợi lên nhiều cung bậc cảm xúc như thế — từ dục vọng đến thương cảm, từ ghen tị đến ăn năn." Sử gia nghiên cứu nghệ thuật Gail Levin khẳng định rằng Monroe có thể là "người được chụp ảnh nhiều nhất thế kỷ 20". Viện phim Mỹ xếp Monroe ở hạng 6 trong danh sách 100 ngôi sao điện ảnh vĩ đại nhất trong lịch sử điện ảnh Mỹ. Viện Smithsonian xếp Monroe trong danh sách "100 người Mỹ nổi tiếng nhất mọi thời đại", trong khi đó báo Variety và kênh truyền hình VH1 đều công nhận bà là một trong top mười những biểu tượng văn hóa vĩ đại nhất của thế kỷ 20.
Hàng trăm cuốn sách đã và đang được viết về tiểu sử Monroe. Bà cũng là nguồn cảm hứng của nhiều bộ phim, kịch, opera, và tác phẩm âm nhạc, và là nguồn cảm hứng của nhiều nghệ sĩ và ca sĩ của thế hệ sau bao gồm Andy Warhol và Madonna. Bà cũng trở thành một thương hiệu của riêng mình: hình ảnh và tên cô được nhiều thương hiệu mua bản quyền và xuất hiện trong phim quảng cáo của nhiều tập đoàn đa quốc gia bao gồm Max Factor, Chanel, Mercedes-Benz, và Absolut Vodka.
Danh tiếng kéo dài của Monroe kể cả sau khi bà qua đời thường được gắn liền với hình ảnh công chúng nhiều mâu thuẫn của bà. Ở một khía cạnh, Monroe là biểu tượng sex, biểu tượng sắc đẹp và một trong những ngôi sao trứ danh đại diện cho điện ảnh cổ điển Hollywood của thập niên 1950. Ở khía cạnh khác, bà được nhớ tới vì phải trải qua đời tư không trọn vẹn, tuổi thơ biến động, những nỗ lực dành lấy sự tôn trọng trong nghề, cũng như cái chết đột ngột của bà và những thuyết âm mưu liên quan. Cuộc đời bà đã được viết bởi nhiều học giả và nhà báo quan tâm đến giới tính và nữ quyền; một vài trong số họ cho rằng Monroe là nạn nhân của ngành công nghiệp điện ảnh. Một vài người khác lại khẳng định rằng Monroe là người tự quyết định cho hình ảnh cũng như vai diễn của mình.
Vì những đối lập giữa danh tiếng và đời tư, Monroe được coi như người đại diện cho những đặc trưng của nền văn hóa hiện đại bao gồm truyền thông, danh tiếng, và văn hóa tiêu dùng. Học giả Susanne Hamscha khẳng định rằng Monroe đã và vẫn đang là biểu tượng của thời đại, là chủ đề của những tranh luận về xã hội hiện đại, và "chưa bao giờ là ngôi sao của một thời kỳ nhất định" mà thay vào đó đã trở thành "một nền tảng cho việc xây dựng và tái xây dựng văn hóa Mỹ" và "nền tảng cho những giá trị văn hóa có thể tái sản xuất, thay đổi, và áp dụng vào những định nghĩa mới, và được áp dụng bởi nhiều người". Lois Banner đồng tình và gọi Monroe là "người thay đổi nền văn hóa vĩnh cửu" mà "mọi thế hệ, mọi cá nhân" đều có thể tự thay đổi và sáng tạo "theo ý riêng của mình".
Mặc dù di sản văn hóa của Monroe là không thể tranh cãi, những nhà phê bình có ý kiến trái chiều trong việc tiếp nhận di sản của Monroe với tư cách là một diễn viên. Nhà phê bình điện ảnh David Thomson cho rằng những bộ phim của Monroe "không đủ lớn" và Pauline Kael cho rằng Monroe không thể diễn mà thay vào đó "lợi dụng sự thiếu hụt kỹ năng diễn của một diễn viên để làm trò tiêu khiển cho công chúng". Tuy nhiên, Peter Bradshaw lại cho rằng Monroe là một diễn viên hài tài tình có khả năng "hiểu được giá trị của phim hài", và Roger Ebert viết rằng "những điều quái dị và điên khùng mà Monroe làm khi làm việc với đoàn phim đã trở nên quá khét tiếng, nhưng những nhà làm phim đều chịu đựng được vì những kết quả mà Monroe mang lại trên màn ảnh là điều kỳ diệu".

## Phim tham gia
| Năm  | Phim                                      | Vai                                               | Đạo diễn             |
| ---- | ----------------------------------------- | ------------------------------------------------- | -------------------- |
| 1947 | The Shocking Miss Pilgrim                 | Lễ tân trực điện thoại (Thông tin chưa chắc chắn) | George Seaton        |
| 1947 | Dangerous Years                           | Evie                                              | Arthur Pierson       |
| 1948 | You Were Meant for Me                     | Flapper (Thông tin chưa chắc chắn)                | Lloyd Bacon          |
| 1948 | Scudda Hoo! Scudda Hay!                   | Betty (Thông tin chưa chắc chắn)                  | Hugh Herbert         |
| 1948 | Green Grass of Wyoming                    | Square Dancer (Thông tin chưa chắc chắn)          | Louis King           |
| 1948 | Ladies of the Chorus                      | Peggy Martin                                      | Phil Karfson         |
| 1949 | Love Happy                                | Khách hàng của Grunion (Thông tin chưa chắc chắn) | David Miller         |
| 1950 | A Ticket to Tomahawk                      | Clara (Thông tin chưa chắc chắn)                  | Richard Sale         |
| 1950 | Right Cross                               | Dusky Ledoux (Thông tin chưa chắc chắn)           | John Sturges         |
| 1950 | The Fireball                              | Polly                                             | Tay Garnett          |
| 1950 | The Asphalt Jungle                        | Angela Phinlay                                    | John Huston          |
| 1950 | All About Eve                             | Miss Claudia Caswell                              | Joseph L. Mankiewicz |
| 1951 | Love Nest                                 | Roberta Stevens                                   | Joseph M. Newman     |
| 1951 | Let's Make It Legal                       | Joyce Mannering                                   | Richard Sale         |
| 1951 | Home Town Story                           | Iris Martin                                       | Arthur Pierson       |
| 1951 | As Young as You Feel                      | Harriet                                           | Harman Jones         |
| 1952 | O. Henry's Full House                     | Người qua đường                                   | Henry Koster         |
| 1952 | Monkey Business                           | Lois Laurel                                       | Howard Hawks         |
| 1952 | Clash by Night                            | Peggy                                             | Fritz Lang           |
| 1952 | We're Not Married!                        | Anabel Norris                                     | Edmund Goulding      |
| 1952 | Don't Bother to Knock                     | Nell Forbes                                       | Roy Baker            |
| 1953 | Niagara                                   | Rose Loomis                                       | Henry Hathaway       |
| 1953 | Gentlemen Prefer Blondes                  | Lorelei Lee                                       | Howard Hawks         |
| 1953 | How to Marry a Millionaire                | Pola Debevoise                                    | Jean Negulesco       |
| 1954 | River of No Return                        | Kay Weston                                        | Otto Preminger       |
| 1954 | There's No Business Like Show Business    | Vicky                                             | Walter Lang          |
| 1955 | The Seven Year Itch                       | Cô gái                                            | Billy Wilder         |
| 1956 | Bus Stop                                  | Cherie                                            | Joshua Logan         |
| 1957 | The Prince and the Showgirl               | Elsie Marina                                      | Laurence Olivier     |
| 1959 | Some Like It Hot                          | Sugar Kane Kowalczyk                              | Billy Wilder         |
| 1960 | Let's Make Love                           | Amanda Dell                                       | George Cukor         |
| 1961 | The Misfits                               | Roslyn Taber                                      | John Huston          |
| 1962 | Something's Got To Give (Chưa hoàn thành) | Ellen Wagstaff Arden                              | George Cukor         |

## Giải thưởng và vinh danh
- 1952 Giải Photoplay: Giải đặc biệt
- 1953 Giải Quả cầu vàng Henrietta: Nữ diễn viên được yêu thích nhất
- 1953 Giải Photoplay: Nữ minh tinh nổi bật nhất
- 1956 Giải BAFTA: nữ diễn viên nước ngoài xuất sắc nhất trong The Seven Year Itch
- 1956 Đề cử - Giải Quả cầu vàng cho nữ diễn viên phim ca nhạc hoặc phim hài xuất sắc nhất trong Bus Stop
- 1958 Đề cử - BAFTA: Nữ diễn viên nước ngoài xuất sắc nhất trong The Prince and the Showgirl
- 1958 Giải David di Donatello Italia: Nữ diễn viên nước ngoài xuất sắc nhất trong The Prince and the Showgirl
- 1959 Giải Sao băng (Pháp): Nữ diễn viên nước ngoài xuất sắc nhất trong The Prince and the Showgirl
- 1960 Giải Quả cầu vàng cho nữ diễn viên phim ca nhạc hoặc phim hài xuất sắc nhất trong Some Like It Hot
- 1962 Giải Quả cầu vàng: Nữ diễn viên được yêu thích nhất
- Đại lộ danh vọng Hollywood: Ngôi sao số 6774 Hollywood Blvd.
- 1999 Marilyn được xếp thứ 6 trong danh sách những huyền thoại điện ảnh mọi thời đại của Viện phim Mỹ.
- "Trái tim của tháng" năm 1953 của Playboy